# Ґмеліна (рід)
Ґмеліна (Gmelina) — рід рослин родини губоцвітих (Lamiaceae). Він складається з приблизно 35 видів, поширених в Австралії, Новій Гвінеї, Новій Каледонії, Південно-Східній Азії, Індії та кількох в Африці. Деякі види, такі як G. arborea, були висаджені та/або натуралізовані в Індії, Африці та Австралії. Рід названий Карлом Ліннеєм на честь ботаніка Йоганна Ґеорґа Ґмеліна.

## Види
Список взято з перегляду цього роду де Коком у 2012 році та додаткових джерел, включаючи IPNI, APNI та Флору Китаю.
- Gmelina arborea Roxb. ex Sm. – Індія, Банґладеш, Пакистан, Шрі-Ланка, Бірма, Таїланд, В'єтнам, Пд Китай, (Індокитайський регіон)
- Gmelina asiatica L. – Індія, Шрі-Ланка, Бірма, Китай, Таїланд, В'єтнам, (південно-східна Азія)
- Gmelina australis de Kok – Північна територія, Австралія
- Gmelina basifilum de Kok – Нова Гвінея, Нова Британія
- Gmelina chinensis Benth. – Пд Китай, Лаос, В'єтнам[5]
- Gmelina dalrympleana (F.Muell.) H.J.Lam – Австралія, Нова Гвінея[6]
- Gmelina delavayana Dop – Сичуань & Юннан, ендемік Китаю[7]
- Gmelina elliptica Sm. – Індія, Бірма, Пд Китай, В'єтнам, Таїланд, Малайзія, Синґапур, Філіппіни, Індонезія, (Південно-східна Азія)
- Gmelina evoluta (Däniker) Mabb. – Нова Каледонія
- Gmelina fasciculiflora Benth.,  Вологі тропіки Австралії
- Gmelina hainanensis Oliver – Пд Китай, В'єтнам
- Gmelina hollrungii de Kok – Молукки, Нова Гвінея, NT, Пн. Квінсленд & WA, Соломонові о-ви.
- Gmelina lecomtei Dop – Юннан, Квантунґ, Гайнан, Китай, Лаос, В'єтнам[8]
- Gmelina ledermannii H.J.Lam – Нова Гвінея
- Gmelina leichhardtii (F.Muell.) Benth., Нова південна Валлія & Квінсленд, Австралія
- Gmelina lepidota Scheff. – Молукки, Нова Гвінея, Нова Британія
- Gmelina lignum-vitreum Guillaumin – загрожений ендемік Нової Каледонії
- Gmelina magnifica Mabb. – Нова Каледонія
- Gmelina moluccana (Blume) Backer ex K.Heyne – Молукки, Нова Гвінея, Соломонові о-ви.
- Gmelina neocaledonica S.Moore – Нова Каледонія
- Gmelina palawensis H.J.Lam - Палау

- subsp. celebica (Moldenke) de Kok – Сулавесі
- subsp. palawensis – О-ви Палау.

- Gmelina papuana Bakh. – Нова Гвінея
- Gmelina peltata de Kok – Соломонові о-ви.
- Gmelina philippensis Cham. – Філіппіни, Камбоджа, В'єтнам, Таїланд
- Gmelina racemosa (Lour.) Merr.; syn.: G. hainanensis Oliver – Гайнан і Пд Китай, В'єтнам[9]
- Gmelina salomonensis Bakh. – ендемік Соломонових о-вів.
- Gmelina schlechteri H.J.Lam – Нова Гвінея
- Gmelina sessilis C.T.White & W.D.Francis – Нова Гвінея, Нова Британія
- Gmelina smithii Moldenke – Нова Гвінея
- Gmelina szechwanensis K. Yao – Сичуань Китай,[10]
- Gmelina tholicola Mabb. – Нова Каледонія
- Gmelina uniflora Stapf – Ендемік Борнео
- Gmelina vitiensis (Seem.) A.C.Sm. – Ендемік Фіджі

## Галерея

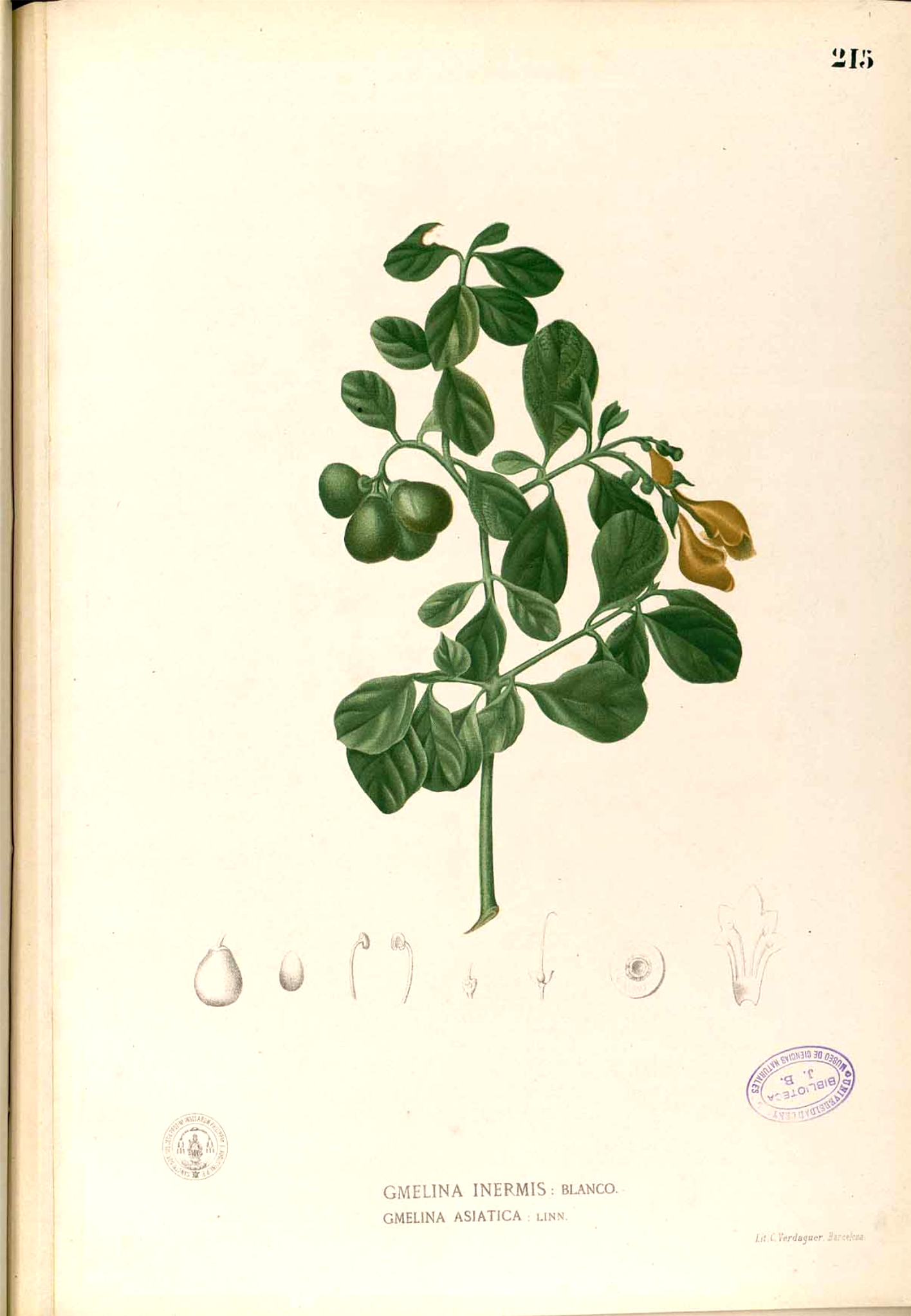
Малюнок Gmelina villosa з публікації "Flora de Filipinas … Gran edicion … Atlas I".
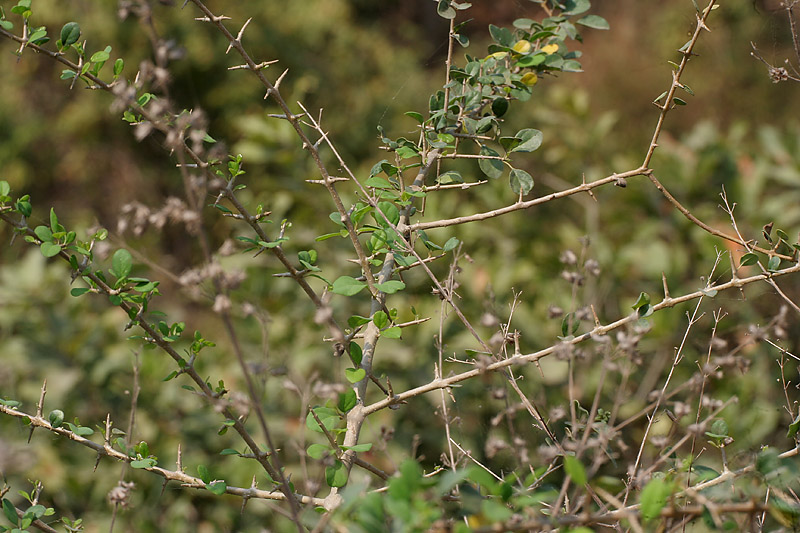
Gmelina asiatica в Заповіднику дикої природи Кіннрасані, Андгра-Прадеш, Індія.
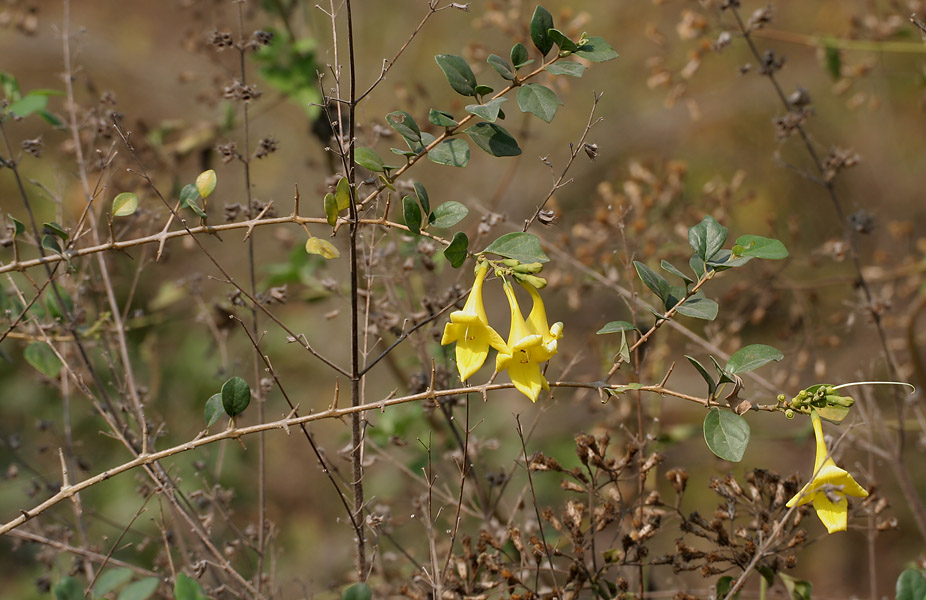
Gmelina asiatica в Заповіднику дикої природи Кіннрасані, Андгра-Прадеш, Індія.
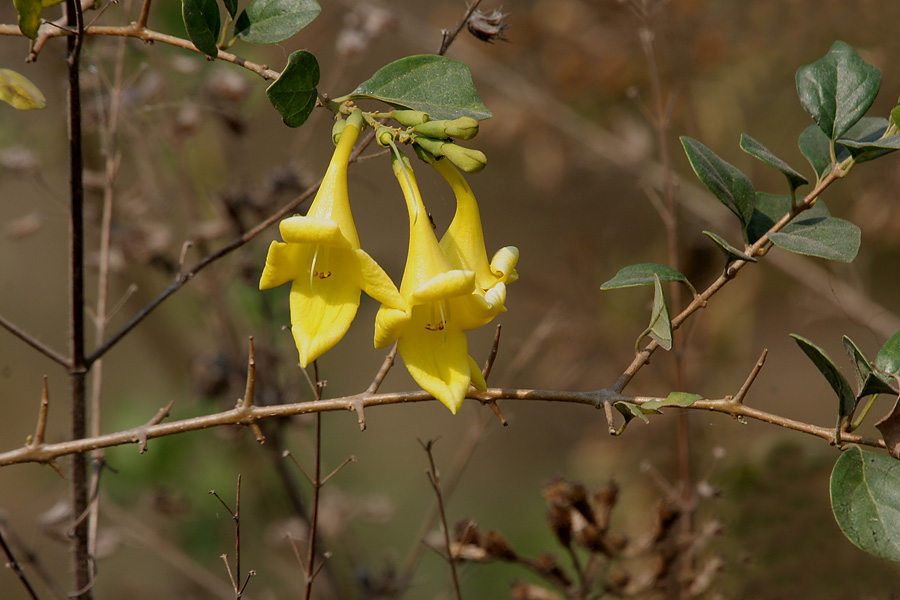
Gmelina asiatica в Заповіднику дикої природи Кіннрасані, Андгра-Прадеш, Індія.
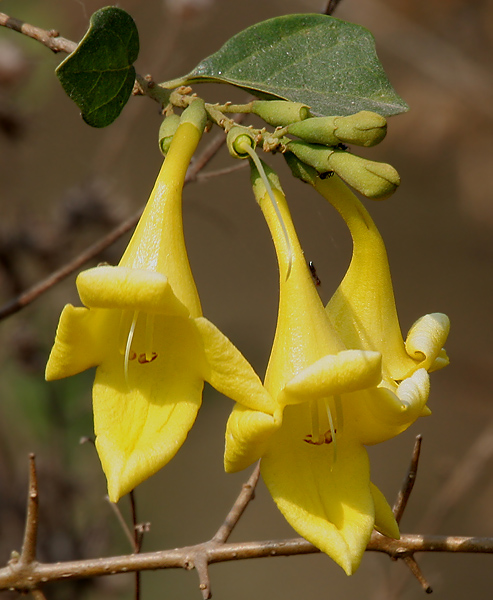
Gmelina asiatica в Заповіднику дикої природи Кіннрасані, Андгра-Прадеш, Індія.
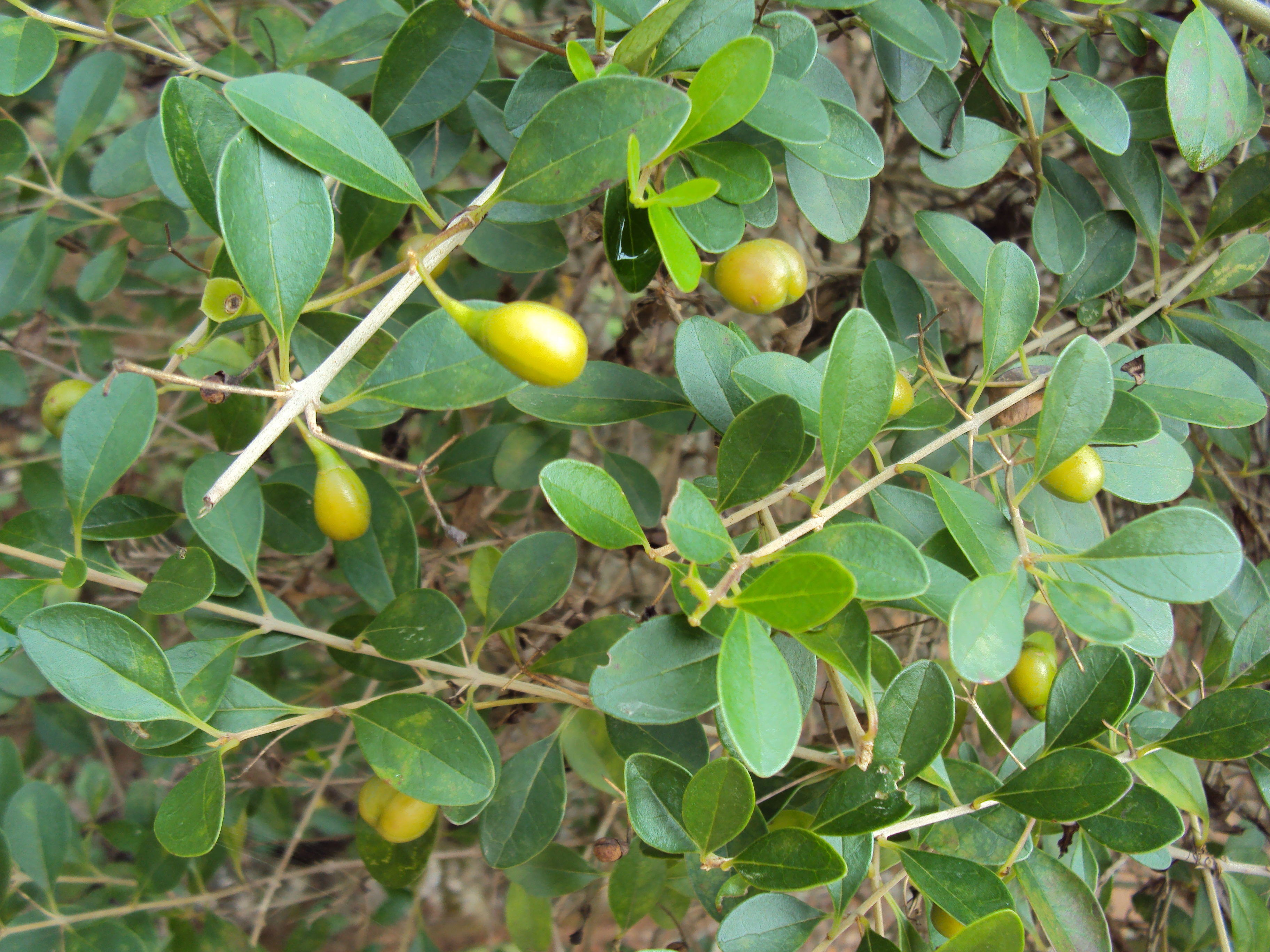
Розвиток плоду Gmelina asiatica у ботанічному саду Kariyavattam University Campus, Тривандрум.

### Цитовані праці
- Chen, Shou-liang; Gilbert, Michael G. (1994). Gmelina Linnaeus. efloras.org. Missouri Botanical Garden Press and Harvard University Herbaria. Процитовано 18 березня 2013.
- F.A. Zich; B.P.M Hyland; T. Whiffen; R.A. Kerrigan (2020). Australian Tropical Rainforest Plants Home. Australian Tropical Rainforest Plants, Edition 8. Commonwealth Scientific and Industrial Research Organisation (CSIRO). Процитовано 22 березня 2021.